# Scomber japonicus
Scomber japonicus  (Houttuyn, 1782), comunemente noto come lanzardo o sgombro occhione, è un pesce osseo marino della famiglia Scombridae.

## Descrizione
S. japonicus ha un aspetto complessivo simile a quello dello sgombro mediterraneo e atlantico e ancor più a quello del lanzardo. Sul peduncolo caudale sono presenti 5 pinnule dorsali e 5 ventrali. La colorazione è azzurra o verdastra sul dorso e argentea perlacea sui fianchi fino a bianco sul ventre. Sul dorso sono presenti numerose linee nerastre ondulate, sul ventre non ci sono macchie (in S. colias sono presenti macchie grigiastre). La taglia massima è di 64 cm per quasi 3 chilogrammi, normalmente misura attorno a 30 cm .

## Distribuzione e habitat
L'areale comprende le regioni temperate e subtropicali dell'Oceano Pacifico e le acque sudafricane. Non vive nelle regioni tropicali. È assente dall'Oceano Indiano (tranne il Sudafrica) dove è sostituito da S. australasicus e dall'Oceano Atlantico dove vivono S. scombrus e S. colias. Fa vita pelagica in acque costiere, può trovarsi però al largo in acque della zona epipelagica e della zona mesopelagica a profondità comprese normalmente tra 50 a 200 metri. La profondità massima a cui è stato catturato è di 300 metri.

## Biologia
La longevità massima nota è di 18 anni. È un animale gregario che forma grandi banchi composti da individui della stessa taglia a partire da una lunghezza di 3 cm. Può formare banchi misti con individui di altre specie come Sarda chiliensis, Trachurus symmetricus e Sardinops sagax. Gli adulti passano le ore del giorno nei pressi del fondale, quindi di notte si spostano in acque aperte per nutrirsi. Nelle regioni più fredde in inverno i banchi si spostano in acque profonde dove restano inattivi.

### Alimentazione
Si nutre di pesci, cefalopodi e crostacei (soprattutto copepodi).

### Riproduzione
Ogni femmina matura da 100.000 a 400.000 uova che vengono deposte in gruppi di 250-300 uova per chilogrammo di peso. La riproduzione avviene in acque con temperatura tra 15 °C e 20 °C. Uova e larve sono pelagiche.

## Pesca
Ha una notevole importanza per la pesca commerciale. Viene catturato prevalentemente con reti da circuizione. Quantitativi minori vengono pescati anche con reti da posta, reti a strascico pelagiche e lenze a traina. È preda frequente dei pescatori sportivi del Pacifico temperato. In Giappone viene allevato in piscicoltura. Viene impiegato nella medicina tradizionale cinese.

## Conservazione
S. japonicus è intensamente pescato ma non sembra sia soggetto a sovrapesca dato che le popolazioni sono stabili o in lieve incremento. Per questo la IUCN la considera a rischio minimo di estinzione.

## Tassonomia
Scomber colias, presente anche nel mar Mediterraneo, è stato a lungo considerato una sottospecie di S. japonicus.